# Cầu Đoàn Kết
Cầu Đoàn kết (tiếng Ba Lan: Most Solidarności) Là một cầu dây văng qua sông Vistula ở Plock, Ba Lan, là trong một chuỗi của hai đường quốc lộ: quốc lộ 60 và quốc lộ 62.
Nhịp chính của Cầu Đoàn kết dài 375 mét. Nhịp chính là một trong những nhịp dài nhất trên thế giới trong số các cây cầu dây văng với dây cáp nằm trong mặt phẳng đơn. Đồng thời, đây là nhịp cầu dài nhất trên thế giới trong số các cây cầu dây văng có trụ tháp cố định.
Nhịp chính của Cầu Đoàn kết là nhịp dài nhất ở Ba Lan và phần này của Châu Âu.
Cầu Đoàn kết ở Płock là cây cầu dây văng lớn nhất và dài nhất ở Ba Lan dài 615 mét.

## Lịch sử
Cầu được xây dựng từ tháng 7 năm 2002 đến tháng 10 năm 2007 và mở cửa vào ngày 13 tháng 10 năm 2007 

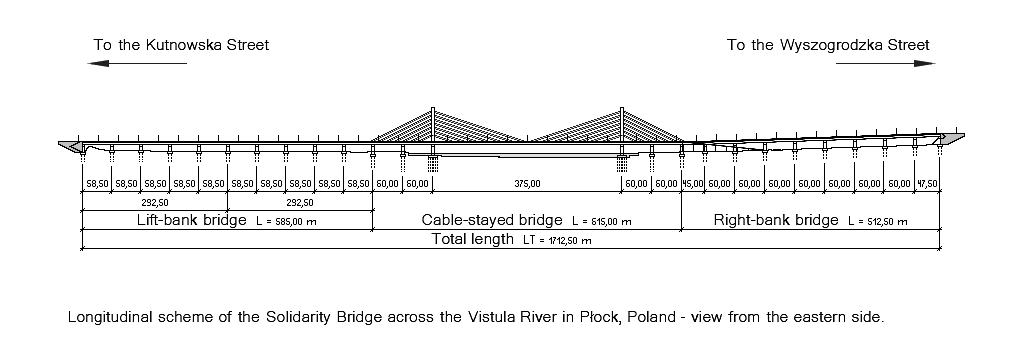
Sơ đồ cây cầu đoàn kết ở Płock